# Eisenbahnunfall von Chicago

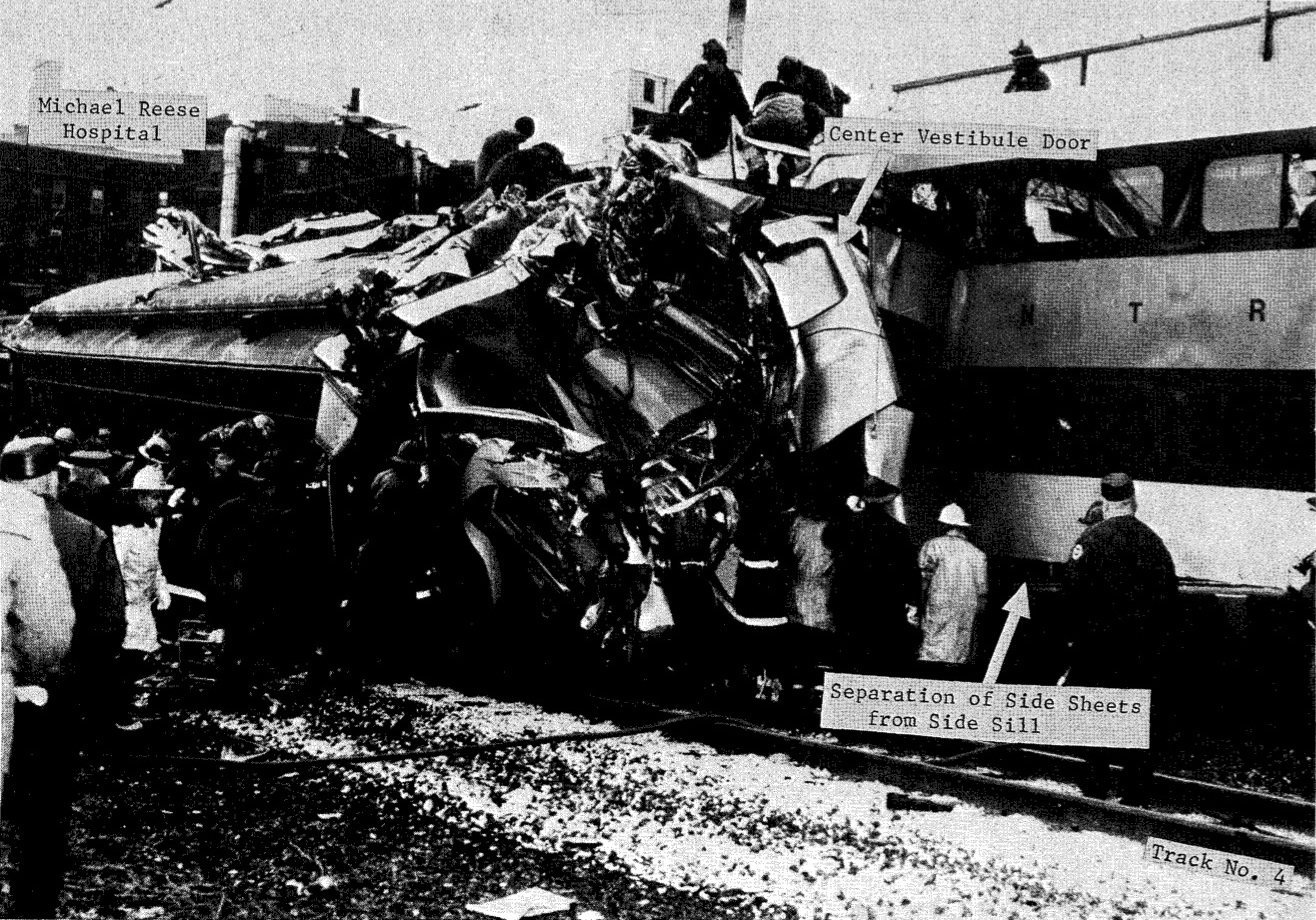
Aus dem Unfallbericht des National Transportation Safety Board. Im Hintergrund das Krankenhaus

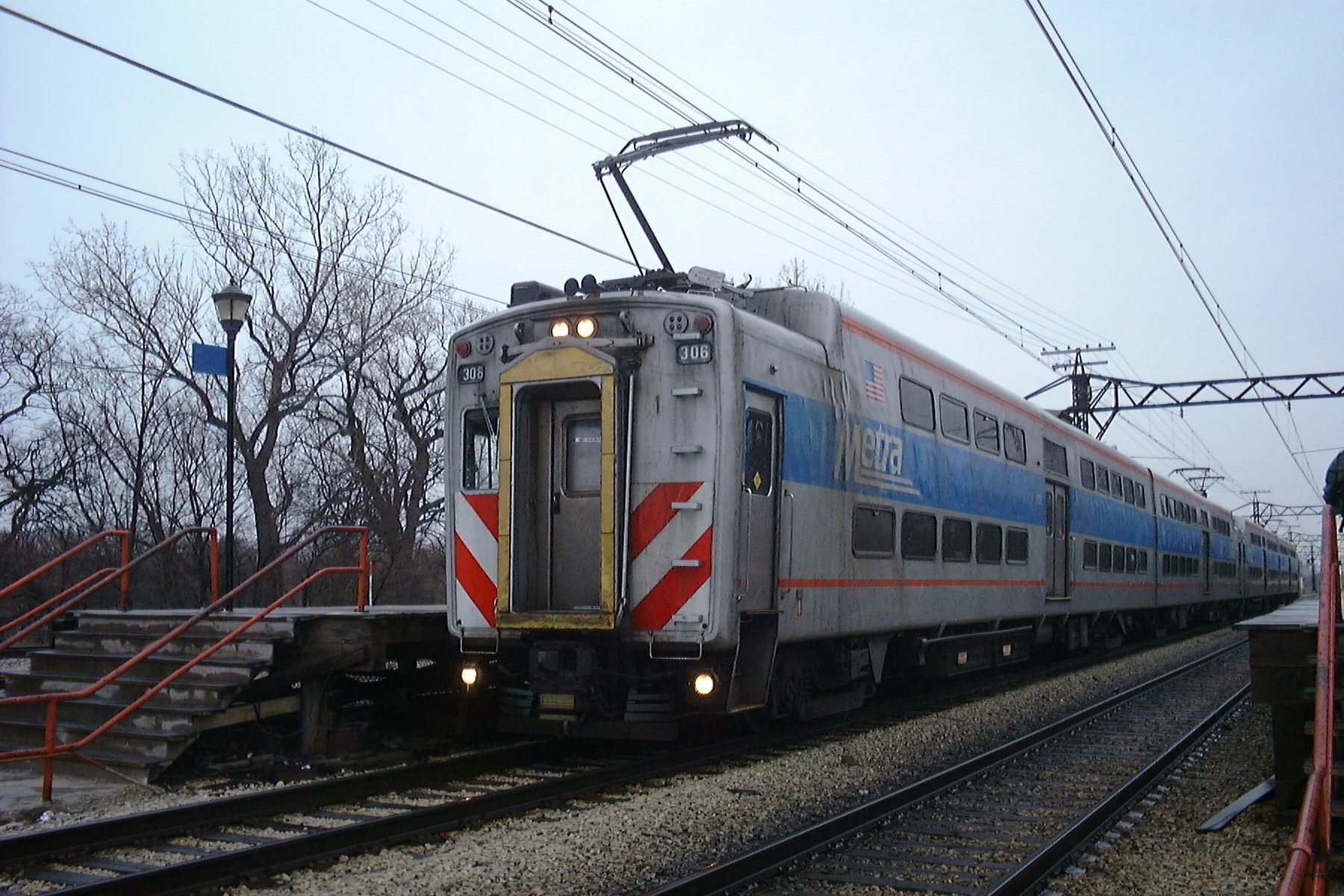
Highliner-Doppelstockzug, wie er an dem Unfall beteiligt war. Die Warnmarkierung wurde erst nach diesem Unfall angebracht

Der Eisenbahnunfall von Chicago war ein Auffahrunfall zweier Personenzüge im Bahnhof 27th Street in Chicago, Illinois, USA, am 30. Oktober 1972. 45 Menschen starben.

## Ausgangslage
Der Bahnhof 27th Street war planmäßig als Bedarfshalt ausgewiesen. Für durchfahrende Züge galt im Bereich des Bahnhofs eine zulässige Höchstgeschwindigkeit von 30 mph (ca. 50 km/h).
Auf der Strecke waren nacheinander im Berufsverkehr zwei Züge unterwegs: Zuerst fuhr ein moderner Doppelstockzug („Highliner“), Nr. 416. Dieser hielt, weil mit ihm viele Beschäftigte eines nahe gelegenen Krankenhauses zur Arbeit fuhren, trotz des nur als Bedarfshalt eingestuften Bahnhofs 27th Street, hier immer. Ihm folgte ein zweiter Zug aus älteren Personenwagen, Nr. 720.

## Unfallhergang
Am Unfalltag versäumte es der Triebfahrzeugführer des Zuges Nr. 416, rechtzeitig für den Halt in der 27th Street zu bremsen. So kam er erst 118 Meter hinter dem Ausfahrsignal und 180 Meter hinter dem Bahnsteig zum Halten. Wegen der vielen Fahrgäste, die in der 27th Street aussteigen wollten, entschloss sich das Personal, den Zug zum Bahnsteig zurückzufahren. Dabei sicherten sie den Zug nach hinten nicht ab.
Zug Nr. 720 erhielt, weil der erste das Ausfahrsignal schon passiert hatte, am Einfahrsignal des Bahnhofs „Fahrt frei“ angezeigt. Dieser zweite Zug fuhr zu schnell, etwa mit 80 km/h, in den Bahnhof hinein. Gleichwohl hätten die Sichtverhältnisse es dessen Lokomotivführer ermöglicht, seinen Zug vor einem Zusammenstoß noch zum Halten zu bringen. Offensichtlich war sein Blick nicht auf die vor ihm liegende Strecke gerichtet. Es kam zur Kollision. Der letzte Wagen des Doppelstockzuges wurde dabei vom ersten Wagen des auffahrenden Zuges vollständig zusammengeschoben.

## Folgen
45 Menschen starben, 330 wurden darüber hinaus verletzt.